# Tanaecia elone
Tanaecia elone är en fjärilsart som beskrevs av De Nicéville 1893. Tanaecia elone ingår i släktet Tanaecia och familjen praktfjärilar. Inga underarter finns listade i Catalogue of Life.